# 陈谦明
陈谦明，教授，主要从事口腔粘膜癌变及相关因素的分子机制方面的研究工作。入选中华人民共和国教育部2008年度"长江学者"特聘教授、百千万工程人选。曾就读于华西医科大学口腔医学院。